# Härnösand (stad)
Härnösand is de hoofdstad van de gemeente Härnösand in het landschap Ångermanland en de provincie Västernorrlands län in Zweden. De stad is sinds 1778 de hoofdstad van de provincie Västernorrlands län. De stad heeft 18003 inwoners (2005) en een oppervlakte van 1090 hectare.

## Geschiedenis
Härnösand werd in 1585 gesticht door koning Johan III. Rond 1650 was de stad dermate gegroeid dat het Hudiksvall was voorbij gestreefd. Drie jaar eerder was Härnösand tevens de zetel geworden van het Bisdom Härnösand. In 1778 werd de plaats een provinciehoofdstad.

## Geografie en bijzonderheden
De stad ligt aan de Botnische Golf en heeft een natuurlijke haven. Een gedeelte van de stad ligt op het eiland Härnön. Ten noorden van de stad begint het gebied met de naam Hoge kust, dit gebied staat op de werelderfgoedlijst van UNESCO.
In de stad ligt de kathedraal van Härnösand, ook ligt er een campus van de Mittuniversiteit in de stad.

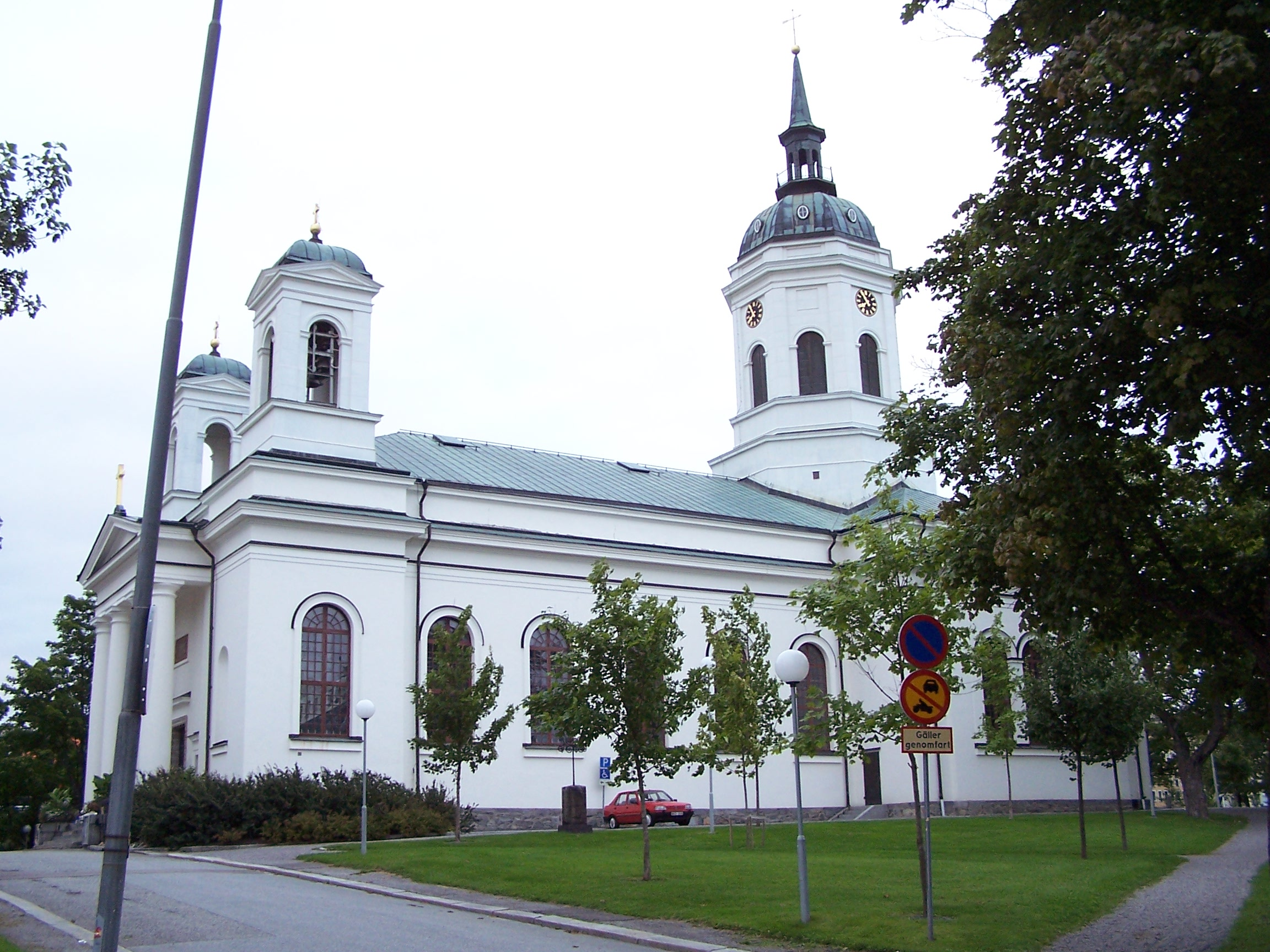
Kathedraal

## Geboren
- Nils Johan Berlin (1812-1891), scheikundige, mineraloog en arts
- Esther Gadelius (1866-1922), mezzosopraan
- Berndt Helleberg (1920-2008), beeldhouwer en medailleur
- Anette Norberg (1966), curling speelster
- Per Nilsson (1982), voetballer
- Joakim Nilsson (1994), voetballer